# Almanaque del pobre Richard

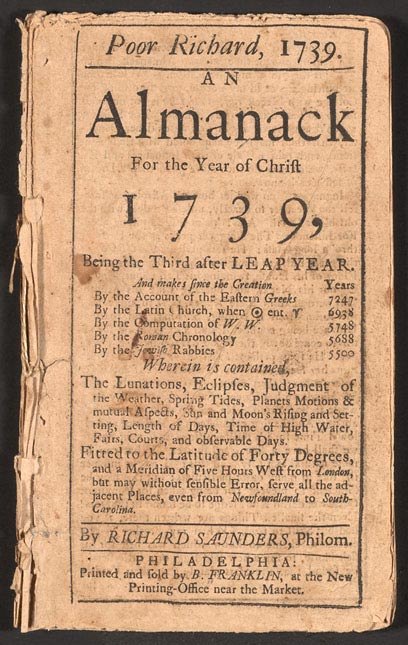
Edición de 1739 del Almanaque del pobre Richard.

El Almanaque del pobre Richard (en inglés: Poor Richard’s Almanack  o Almanac) fue un almanaque anual publicado por Benjamin Franklin, quien adoptó para su publicación el seudónimo de «Pobre Richard» o «Richard Saunders». La obra apareció continuamente desde 1732 hasta 1758. Fue un éxito de ventas para un panfleto publicado en las colonias británicas en América; se imprimían unos diez mil ejemplares cada año.
Franklin, el inventor, estadista y editor, obtuvo un éxito total con Almanaque del pobre Richard. Este tipo de almanaques fueron libros muy populares durante la época prerevolucionaria, donde la gente de las colonias los usaban para prepararse según las predicciones del tiempo, leer consejos sobre el cuidado del hogar, hacer rompecabezas, y otros tipos de diversiones. Pero, además de estas razones, lo que hace peculiar al Almanaque del pobre Richard fueron sus numerosos juegos de palabras, muchos de los cuales se incorporaron al inglés americano.

## Contenido
El Almanaque contenía el calendario con el santoral, tiempo, poemas, e información astronómica y astrológica típica de un almanaque de la época. Franklin incluyó también a veces problemas matemáticos, e incluso el Almanaque de 1750 contenía tempranos ejemplos de demografía. No obstante, si es ampliamente famoso es por el repertorio de aforismos y refranes, muchos aún vivos en el dialecto e imaginario colectivos de los EE. UU. Estas máximas del propio Franklin tienen normalmente una función didáctica sobre ahorro y urbanidad, con toques de cinismo. En 1736, Poor Richard dio su consejo a los lectores de que «su criada fuera fiel, fuerte y domesticada». También en los espacios entre dos días consecutivos, se incluían consejos sobre industria y prudencia. Muchos de estos dichos fueron tomados de otros escritores como Lord Halifax.